# Charta 2008
Charta 2008 var en svensk ideell förening som grundades i mars 2008, och upphörde i mars 2019. Föreningen verkade för rättssäkerhet i det så kallade kriget mot terrorismen.

## Organisation och verksamhet
Charta 2008 tog sitt namn efter Magna Charta, ett avtal som skrevs 1214 i England vilket innefattade principen "att ingen ska gripas godtyckligt och hållas frihetsberövad utan en rättvis rättegång".
Föreningen hade i början av 2009 omkring 250 medlemmar i hela landet.[källa behövs]

### Opinionsbildning
Charta 2008 kritiserade de nya terroristlagarna och listning av personer och organisationer och ville försvara rättssäkerheten och allas likhet inför lagen i det s.k. kriget mot terrorismen. Föreningen arbetade för att ingen svensk medborgare eller person med anknytning till Sverige skall gripas godtyckligt och hållas frihetsberövad på lösa grunder och utan en rättvis rättegång. Man har även kritiserat utvisningar från Sverige av människor till länder som tillämpar tortyr. Charta 2008 hävdade att "kriget mot terrorismen" inneburit rättsövergrepp och att svartlistning av organisationer och enskilda, samt gripanden har drabbat oskyldiga både i Sverige och utomlands. De tog enligt stadgarna bestämt avstånd från terror och våld mot oskyldiga civila som lösning på politiska konflikter och tog inte ställning i skuldfrågan som gäller terroristmisstänkta fångar. Föreningen kritiserade FRA-lagen och andra integritetskränkande nya lagar som infördes med terroristjakten som motivering. Charta 2008 verkade för att fånglägret på Guantánamobasen stängs och "Guantanamosystemet" med s.k. "renditions" och långa frihetsberövanden av terroristmisstänkta utan rättegång upphör. I samband med Charta 2008:s presskonferens vid gripandet av två svensk-somalier våren 2008 för misstänkt finansiering av terrorism, uppmärksammades organisationen i all riks- och etermedia.

## Ledning
Föreningens styrelse bestod vid nedläggningen 2019 av:
- Gunnar Edman (2010-),
- Bo Landgren (2008-),
- Anita Dorazio (2010–),
- Gunnel Karlsson (2008–),
- Gösta Hultén (2008–),
- Jens Holm (2014–)
- Torbjörn Englund,(2014-)
- Sven Ruin (2015-)
- Sofia Rosshagen (2015-) och
- Lena Sonne (2015-).

### Tidigare styrelsemedlemmar
- Alice Åström
- Amina Said (2008-2010)
- Amanj Aziz (2011–2014),[11][7]
- Anna Sundberg (2011)
- Hassan Yusuf (2013-2017)
- Leif Elinder (2013–2016)[12][13]
- Mattias Gardell (2008–2017).[10]
- Mehmet Kaplan (2008–2013)[10][12][14]
- Mohammed Kharakki (2010).[9]
- Nijat Turghun (2013-2016),
- Sjarip Salangiri (2014-2017)